# Saint-Paul-de-Fenouillet
Saint-Paul-de-Fenouillet er en by og kommune i departementet Pyrénées-Orientales i Sydfrankrig.
Byen ligger i landskabet Fenouillèdes, som i modsætning til det øvrige Pyrénées-Orientales ikke tilhører den franske del af Catalonien.

## Geografi
Saint-Paul-de-Fenouillet ligger ved floden Agly, 42 km vest for Perpignan.

## Demografi

### Udvikling i folketal
| 1962                                                              | 1968  | 1975  | 1982  | 1990  | 1999  | 2007  | 2015  | 2017  |
| ----------------------------------------------------------------- | ----- | ----- | ----- | ----- | ----- | ----- | ----- | ----- |
| 2.436                                                             | 2.635 | 2.531 | 2.350 | 2.214 | 1.858 | 1.966 | 1.812 | 1.812 |
| Tal fra og med 1962 er uden dobbelttælling (sans doubles comptes) |       |       |       |       |       |       |       |       |